# Liste der Monuments historiques in Bidestroff
Die Liste der Monuments historiques in Bidestroff führt die Monuments historiques in der französischen Gemeinde Bidestroff auf.

## Liste der Bauwerke
| Bezeichnung           | Beschreibung                                       | Standort              | Kennzeichnung | Schutzstatus | Datum | Bild |
| --------------------- | -------------------------------------------------- | --------------------- | ------------- | ------------ | ----- | ---- |
| Château de Bidestroff | Schloss, im 16. Jahrhundert erbaut; mit Taubenturm | Rue du Château (Lage) | PA00107040    | Inscrit      | 1990  |      |